# 1931 ve fotografii
Tento článek obsahuje významné fotografické události v roce 1931.

## Události

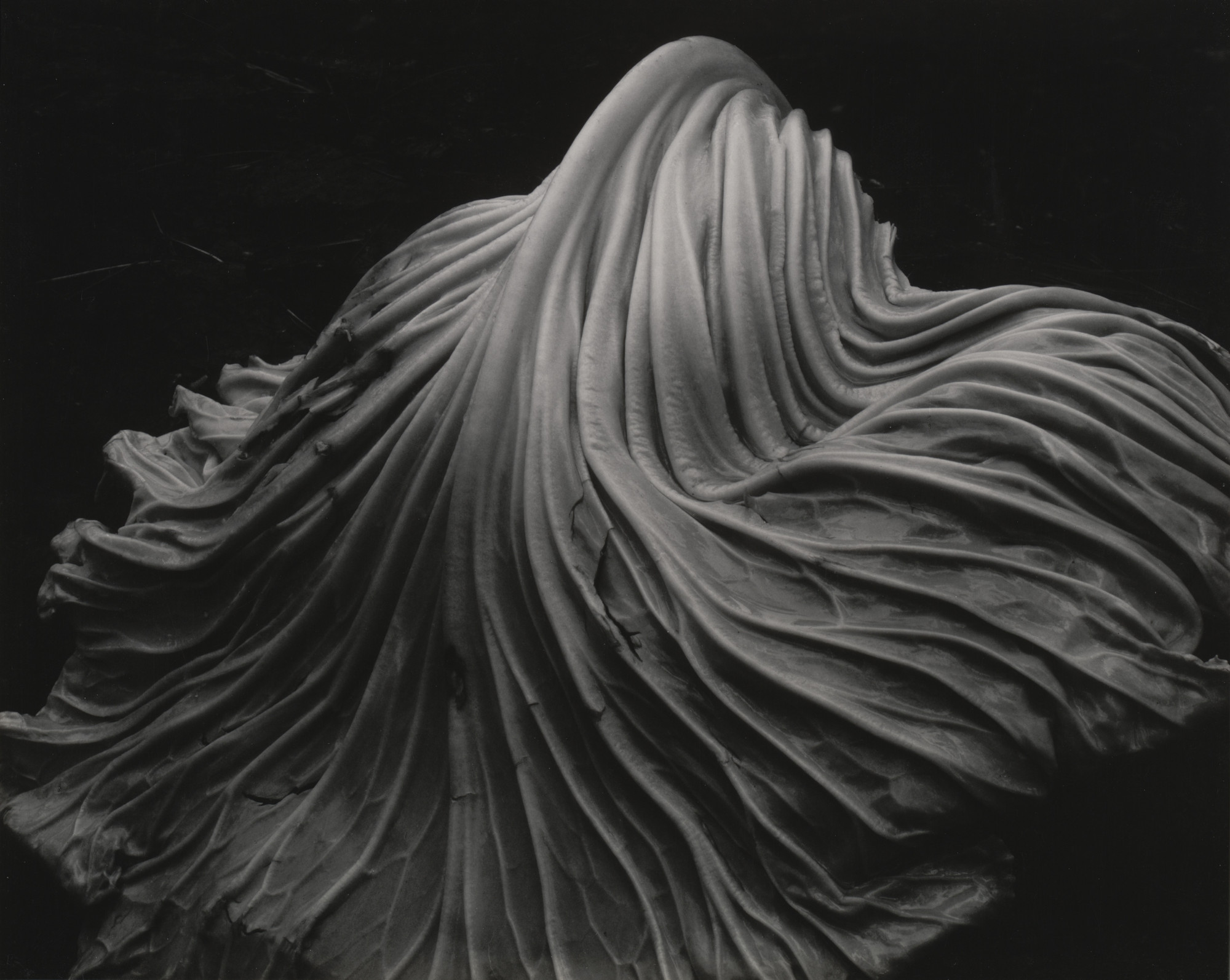
Edward Weston pořídil fotografii Zelný list

- 1931 – Vznikla ukrajinská firma Svema, která vyráběla fotografické filmy a fotopapíry.
- Edward Weston pořídil fotografii Zelný list

## Narození v roce 1931

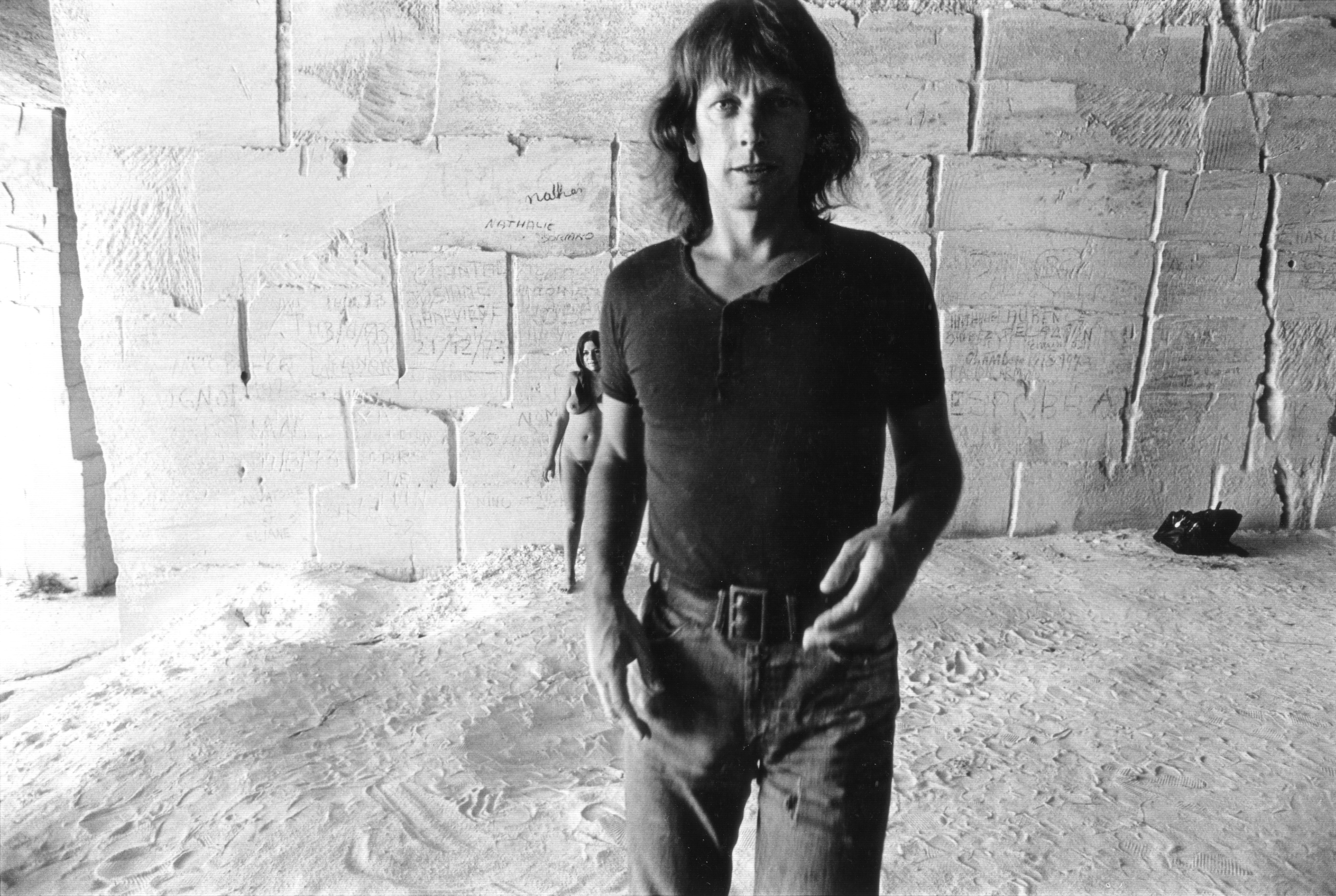
Dne 10. ledna se narodil americký fotograf Will McBride († 29. ledna 2015)

- 10. ledna – Will McBride, americký fotograf († 29. ledna 2015)
- 10. ledna – Ron Galella, americký fotograf, známý jako průkopnický paparazzi († 30. dubna 2022)
- 9. února – Mojmír Preclík, český sochař, keramik, restaurátor a fotograf († 16. srpna 2001)
- 17. února – Fay Godwin, anglický krajinářský fotograf německého původu († 2005)
- 18. března – Jürgen Schadeberg, německý fotograf působící v Jihoafrické republice († 29. srpna 2020)
- 26. března – Leonard Nimoy, americký herec, filmový režisér, básník a fotograf († 27. února 2015)
- 17. dubna – Harold Feinstein, americký fotograf († 20. června 2015)
- 30. května – Eddy Posthuma de Boer, nizozemský fotograf († 25. července 2021)
- 7. června – Malcolm Morley, anglo-americký fotograf a malíř
- 12. června – Claudia Andujar, švýcarsko-brazilská fotografka a aktivistka
- 13. června – Gustav Aulehla, český fotograf († 19. prosince 2021)
- 21. června – Mario Muchnik, argentinský redaktor, překladatel, spisovatel, fyzik a fotograf († 27. března 2022)
- 27. června – Jean-Pierre Leloir, francouzský fotograf († 20. prosince 2010)
- 19. července – Hisae Imai, japonská fotografka koní († 17. února 2009)
- 20. srpna – Bernd Becher, německý fotograf († 2007)
- 4. září – Jack E. Boucher, americký fotograf architektury († 2. září 2012)
- 25. září – Anatolij Sevasťjanov, ruský a sovětský spisovatel, fotograf a biolog
- 26. září – Seirjú Inoue, japonský fotograf († 18. srpna 1988)
- 26. září – Zuzana Mináčová, slovenská fotografka
- 3. listopadu – Ikkó Narahara, japonský fotograf († 19. ledna 2020)
- 5. listopadu – Sergio Larrain, chilský fotograf († 7. února 2012)
- 9. listopadu – Alain Desvergnes, francouzský fotograf, ředitel Rencontres d'Arles a zakladatel a první ředitel Národní školy fotografie († 12. července 2020)
- 16. prosince – Galina Kmit, ruská fotografka († 20. dubna 2019)
- 24. prosince – Jean-Claude Lemagny, francouzský historik fotografie; specialista na současnou fotografii a kurátor Francouzské národní knihovny († 19. ledna 2023)[1]
- ? – Pepi Merisio, italský fotograf († 3. února 2021)
- ? – Banri Namikawa, japonský fotograf († 2006)
- ? – Jacques Pavlovsky, francouzský fotožurnalista († 15. října 2023)
- ? – Erich Schutt, německý fotograf a fotoreportér (21. června 1931 Vetschau – 19. listopadu 2023)[2]
- ? – Jean-Maurice Rouquette, francouzský historik specializující se na starověkou a románskou architekturu Provence a zakladatel fotografického festivalu  Rencontres d'Arles (28. července 1931 – 22. ledna 2019)
- ? – Ramón Masats, španělský fotograf, získal Národní fotografickou cenu Španělska (17. března 1931 – 4. března 2024)
- ? – Josef Chaloupek, český fotograf (11. března 1931 – 3. května 2014)
- ? – Audrey Flacková, americká vizuální umělkyně a fotografka (30. května 1931 – 28. června 2024)
- ? – Sefton Samuels, britský fotograf známý pro své fotožurnalistické zobrazení severní Anglie, portrét a streefoto (27. ledna 1931 – 26. července 2024)
- ? – Ed Seeman, americký umělec, jehož díla zasahovala do různých oblastí, od oceňovaných animovaných televizních reklam pro děti až po filmy s uměleckou nahotou a tvrdou pornografií (16. července 1931 – 4. února 2025)
- ? – Jiří Havel, český fotograf specializující se na krajinářskou fotografii, zejména z horských oblastí, především Krkonoš (9. dubna 1931 – 28. října 2022)
- ? – Karl-Rudolf Hornberger, německý fotograf a básník působící na severním okraji Severofalcké pahorkatiny, specializoval se na sportovní a krajinářskou fotografii v regionu (27. července 1931 – 16. srpna 2025)

## Úmrtí v roce 1931
- 16. února – Wilhelm von Gloeden, německý fotograf (* 16. září 1856)
- 18. února – Peter Elfelt, dánský fotograf a filmový režisér (* 1. ledna 1866)
- 15. března – William Beattie, novozélandský fotograf (* 1864)
- 19. března – Charles Géniaux, francouzský romanopisec, básník, malíř a fotograf (* 12. listopadu 1870)
- 6. srpna – Henri Rebmann, švýcarský fotograf (* 25. srpna 1848)
- 31. srpna – Sergej Borisov, ruský fotograf (* 15. října 1867)
- 11. září – Henry B. Goodwin, švédský filolog a fotograf (* 20. únor a 1878)
- 11. listopadu – Peder O. Aune, norský dvorní fotograf (* 13. února 1862)
- 19. listopadu – Adelaide Hanscomová Leesonová, americká umělkyně a fotografka (* 25. listopadu 1875)
- 23. prosince – Wilson Bentley, americký fotograf sněhových vloček (* 9. února 1865)
- 23. prosince – Marcel·lí Gausachs, katalánský fotograf ze severovýchodu Španělska (* 1891)
- 27. prosince – Selmer Malvin Norland, norský fotograf (* 2. července 1875)
- ? – Heinrich Götz, vratislavský fotograf německého původu (* 1866)
- ? – Fridrich Ludvig Germanovič Šrader, ruský fotograf (* 23. října 1854)
- ? – Anastasios Gaziadis, řecký fotograf (* 1855)
- ? – Václav Velebný, bulharský fotograf českého původu (* 1867)